# حاملة الطائرات الألمانية 1 (1942)
حاملة الطائرات الألمانية 1 كان تحويلاً مخططًا لسفينة النقل إس إس يوروبا خلال الحرب العالمية الثانية. أدى فقدان البارجة بسمارك وقرب نسف أخواتها تيربيتز في مايو 1941 ومارس 1942، على التوالي، إلى تحفيز كريغسمارينه للحصول على حاملات الطائرات. كانت يوروبا واحدة من عدة سفن تم اختيارها للتحويل إلى حاملات طائرات مساعدة. حسب التصميم، كان من المفترض أن يكون للسفينة مكمل جوي ل24 مقاتلة مسرشميت بي اف 109 و18 قاذفة انقضاضية يونكرز يو 87 شتوكا.
بدأ تخطيط التحويل في مايو 1942، ولو تم التحويل، لكانت أكبر حاملة طائرات ألمانية، أطول حتى من حاملة الطائرات غراف زبلن المصممة لهذا الغرض. تم إلغاء العمل في نوفمبر 1942، ومع ذلك، بعد أن ثبت أن مشاكل التصميم، بما في ذلك عدم الاستقرار الخطير والضعف الهيكلي، غير قابلة للتوفيق. لم يتم القيام بأي عمل على متن السفينة، والتي استولى عليها الجيش الأمريكي في نهاية المطاف واستخدمها كسفينة نقل الجنود بعد نهاية الحرب.

## التصميم

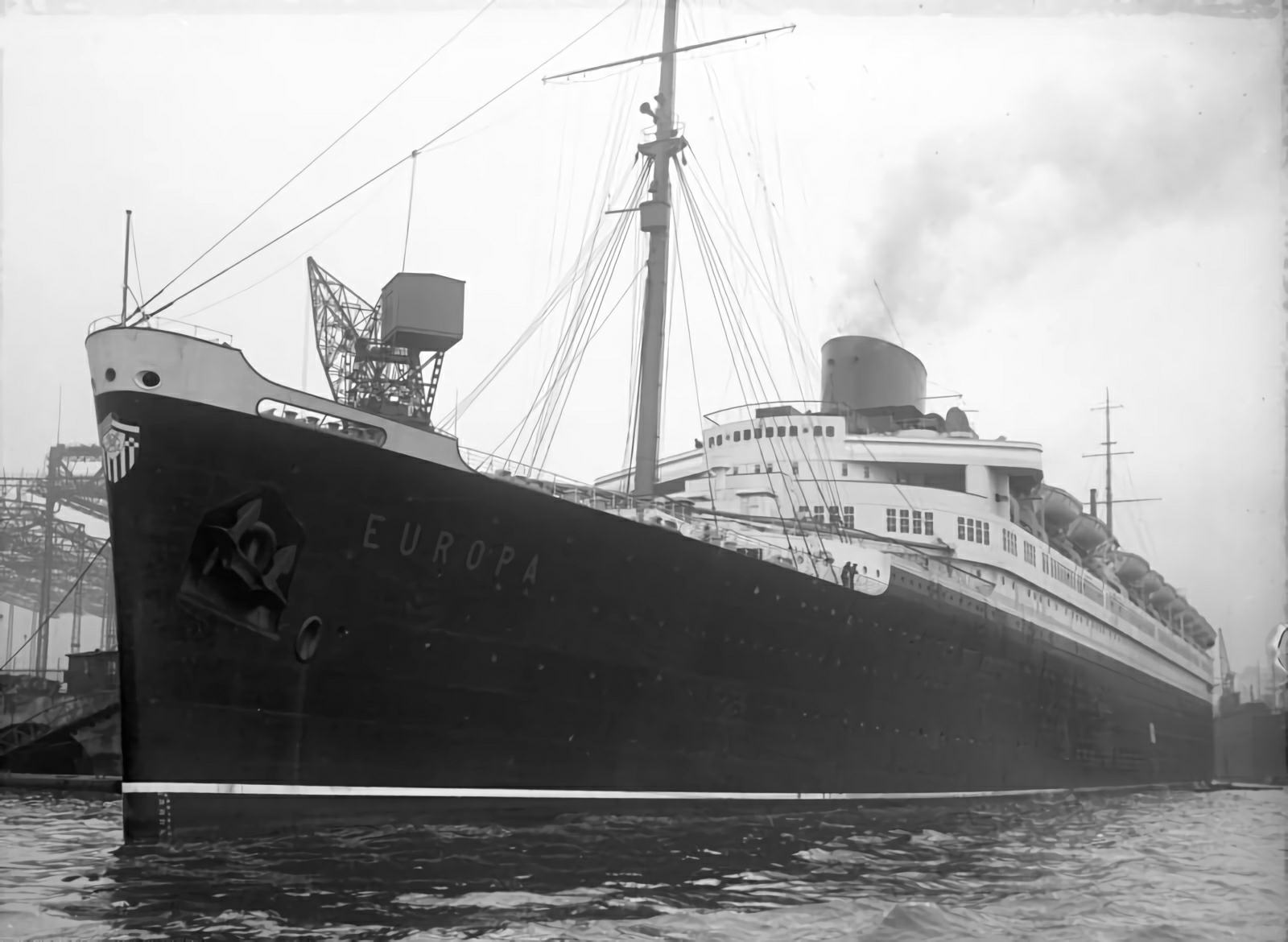
السفينة في مظهرها الأصلي كيوروبا

تم إطلاق السفينة في 16 أغسطس 1928 ودخلت الخدمة في 19 مارس 1930 لصالح شركة نورث جيرمن لويد الألمانية للشحن. ابتداء من عام 1939، تم استخدام السفينة كثكنات عائمة. تم طلب السفينة من قبل كريغسمارينه لاستخدامها في أسد البحر المخطط لها، ولكن تم التخلي عن العملية عندما فشلت لوفتفافه في تحقيق التفوق الجوي في معركة بريطانيا.  بعد خسارة بارجة بسمارك في مايو 1941 وقرب نسف شقيقتها تيربيتز في مارس 1942، اقتنعت كريغسمارينه بالحاجة إلى امتلاك حاملات طائرات. تم اختيار العديد من السفن للتحويل، بما في ذلك الطراد الثقيل غير المكتمل سيدليتز والعديد من خطوط الركاب.  بدأ التخطيط لتحويل يوروبا إلى حاملة طائرات مساعدة في مايو 1942.
كان من الممكن أن تكون السفينة أسرع وأكبر من أي سفن أخرى تعتزم ألمانيا تحويلها إلى ناقلات مساعدة. ومع ذلك، ظهر عدد من مشاكل التصميم مع تقدم عملية وضع خطة التحويل. تم تعويض مزايا السرعة والسعة لديها من خلال العديد من المشاكل العملية الخطيرة. وشملت هذه الضعف الهيكلي، الناجم عن الحاجة إلى تعليق سطح حظيرة الطائرات في السطح الهيكلي الأساسي؛ عدم الاستقرار، يتم حله عادة بإضافة انتفاخات؛ واستهلاك الوقود العالي.  كانت هناك عقبة كبيرة أخرى هي عدم رغبة هيرمان جورينج ، القائد العام للوفتفافه، لتزويد كريغسمارينه بما يكفي من الطائرات والطيارين.  بحلول الوقت الذي اكتمل فيه التصميم في نوفمبر 1942، كان من المستحيل تصحيح هذه المشاكل، وبالتالي تم التخلي عن المشروع. ونتيجة لذلك، لم تبدأ أعمال البناء.  بعد نهاية الحرب، استولى الجيش الأمريكي على يوروبا وتم تكليفها بنقل القوات تحت اسم AP 177 قبل نقلها إلى فرنسا، حيث استأنفت مهامها التجارية.

## الحواشي
ملاحظات
1. ↑  "I" was the provisional name for the ship under which she was ordered; had she been completed she would have been assigned an actual name. For example, حاملة الطائرات الألمانية غراف زبلن was ordered under the provisional name "A" and christened Graf Zeppelin at her launch.[1]

اقتباسات
1. ↑  Gröner, p. 71
2. 1 2  Gröner, p. 74
3. ↑  Garzke & Dulin, p. 296
4. ↑  Miller, p. 33
5. ↑  Worth, p. 44